# 亨茨曼 (內布拉斯加州)
亨茨曼（英語：Huntsman）是位於美國內布拉斯加州夏延縣的非建制地區。

## 歷史
亨茨曼的郵局於1919年設立，其後於1934年停運。

## 地理
亨茨曼所處的海拔為高於海平面1306米（即4285英呎），而該地所採用的時區為UTC-6，即北美山地時區（MST）。同時該地設有夏令時間，為UTC-7調快一小時，即UTC-6（MDT）。